# Трифлуралин
Трифлуралин — гербицид из группы ароматических и фторированных производных амино- и нитросоединений.

## История
Трифлуралин был разработан компанией Eli Lilly в 1960-х годах.

## Синтез
Трифлуралин синтезируется посредством многостадийной процесса из 4-хлор-бензотрифторида через реакцию с азотной кислотой с образованием 4-трифторметил-2,6-динитрхлорбензола и последующим взаимодействием с дипропиламином.

## Использование
Эффективный гербицид почвенного действия. Используется в сельском хозяйстве против однолетних однодольных и двудольных сорняков для защиты многих культур: фасоли, подсолнечника, сои, льна-долгунца, клещевины, чеснока, лука, моркови, баклажана, томата, перца и других растений путем опрыскивания почвы с немедленной заделкой. С 20 сентября 2007 года Евросоюз отозвал лицензию на его использование по причине его высокой токсичности для рыб и водных организмов
.

## Экология
Трифлуралин испытывает чрезвычайно сложную судьбу в окружающей среде, и промежуточно превращается в множество различных продуктов, в конечном счете включаются в почвенно-связанные остатки или превращалось в диоксид углерода. Среди наиболее необычного поведения трифлурамина — инактивация во влажных почвах. Это связано с преобразованием гербицида восстановленными минералами почв, ранее восстановленных почвенными микроорганизмами, которые использовали их как акцепторы электронов в отсутствие кислорода. Схожий экологический процесс характерен для многих структурно родственных гербицидов (динитроанилинов), а также различных энергоемких соединений (взрывчатые вещества).